# Just the Two of Us (píseň, Matt Dusk a Margaret)
Just the Two of Us je singl kanadského zpěváka Matt Dusk a polské zpěvačky Margaret, který pochází z jejich společného jazzového alba stejného názvu. Singl byl vydán 23. října 2015. Kompozice je interpretací jazzového standardu „Just the Two of Us“, který nazpíval Grover Washington, Jr. a Bill Withers.

## Videoklip
Oficiální videoklip byl zveřejněn na YouTube dne 9. listopadu 2015. Režisérem videoklipu byla Olga Czyżykiewicz.

## Seznam skladeb
Digital download
1. „Just the Two of Us“ — 3:30